# Episodi di La bella e la bestia (seconda stagione)
La seconda stagione della serie televisiva La bella e la bestia è composta da 22 episodi trasmessi negli Stati Uniti dal 18 novembre 1989 al 26 maggio 1989 sulla rete CBS.
In Italia la serie è stata trasmessa da Italia 1.
| nº | Titolo originale          | Titolo italiano                | Prima TV USA     | Prima TV Italia |
| -- | ------------------------- | ------------------------------ | ---------------- | --------------- |
| 1  | Chamber Music             | Musica da camera               | 18 novembre 1988 |                 |
| 2  | Remember love             |                                | 25 novembre 1988 |                 |
| 3  | Ashes, Ashes              | ''Cenere … cenere …            | 2 dicembre 1988  |                 |
| 4  | Dead of Winter            | Morire d'inverno               | 9 dicembre 1988  |                 |
| 5  | God Bless the Child       | Dio salvi la bambina           | 16 dicembre 1988 |                 |
| 6  | Sticks and Stones         | La banda del silenzio          | 6 gennaio 1989   |                 |
| 7  | A Fair and Perfect Knight | Il diritto di amare            | 13 gennaio 1989  |                 |
| 8  | Labyrinths                | Un posto sicuro                | 20 gennaio 1989  |                 |
| 9  | Brothers                  | Straniero in terra sconosciuta | 3 febbraio 1989  |                 |
| 10 | A Gentle Rain             | Senso di colpa                 | 7 febbraio 1989  |                 |
| 11 | The Outsiders             | Un mondo in pericolo           | 24 febbraio 1989 |                 |
| 12 | Orphans                   | Due mondi in cui vivere        | 6 marzo 1989     |                 |
| 13 | Arabesque                 | Cala il sipario                | 13 marzo 1989    |                 |
| 14 | When the Blue Bird Sings  | L'uccello azzurro              | 31 marzo 1989    |                 |
| 15 | The Watcher               | Tra sogno e realtà             | 7 aprile 1989    |                 |
| 16 | A Distant Shore           | Una spiaggia lontana           | 14 aprile 1989   |                 |
| 17 | Trial                     | Il processo                    | 21 aprile 1989   |                 |
| 18 | A Kingdom by the Sea      | Un regno sul mare              | 28 aprile 1989   |                 |
| 19 | The Hollow Men            | Smania di uccidere             | 5 maggio 1989    |                 |
| 20 | What Rough Beast          | L'informatore                  | 12 maggio 1989   |                 |
| 21 | Ceremony of Innocence     | Un diabolico disegno           | 19 maggio 1989   |                 |
| 22 | The Rest Is Silence       | Silenzio di morte              | 26 maggio 1989   |                 |